# БТР-60М «Хорунжий»
БТР-60М «Хорунжий» — бронетранспортер від НВО «Практика», глибока модернізація БТР-60ПБ.

## Загальні відомості
Завдяки новій формі та більшій висоті корпусу має просторіше, ергономічне десантне відділення, має підвищений балістичний захист, протимінний захист (забезпечується багатошаровою підлогою і спеціальними протиударними сидіннями), кондиціонер, сучасний дизельний двигун Deutz (замість двох бензинових ГАЗ-49Б), автоматична коробка передач, система пожежогасіння, сучасні прилади спостереження (працюють як у денному, так і в нічному режимі), опційно може обладнуватися шоломом з системою додаткової реальності Land Platform Modernization Kit для командира, є можливість встановити бойовий модуль.
БТР розроблений як колісна платформа, на базі якої можна створити сімейство спеціалізованих бронемашин.
Корпус зроблений із сучасної бронесталі та має високий рівень бронезахисту. Це дозволило підвищити рівень кулестійкості верхньої та бокових частин корпусу до рівня ПЗСА-4 (захист від пострілу калібром 7,62 з відстані в 10 метрів). Бронетранспортер має сучасне компонування відсіків із моторним відділенням в передній правій частині, відсіком водія в передній лівій частині та більш просторе десантне відділення в задній частині корпусу.

## Бойове застосування

### Російсько-українська війна
19 лютого 2023 помічений в зоні бойових дій у ході відбиття російського вторгнення в Україну. При тому, помічена машина мала зовнішні відмінності від машини, яка була перед тим на випробуваннях, зокрема, в поміченої на передовій машини була встановлена притаманна техніці розробки цієї компанії відкриту кулеметну турель.

## Оператори

### Україна
8 листопада 2021 року стало відомо що НВО «Практика» провело заводські випробування модернізованого БТР-60 у версії «Хорунжий» з турецьким озброєнням.